# Estació de Campus Nord
Campus Nord és una estació en construcció de la L9/L10 del metro de Barcelona. En aquesta estació del Tram 3 (Zona Universitària – la Sagrera) hi tindran parada trens de la L9 i la L10. Se situarà al carrer de John Maynard Keynes amb el carrer de l'Exèrcit. Donarà servei al Campus Nord de la Universitat Politècnica de Catalunya.
La previsió inicial era obrir l'estació l'any 2007, però donats diversos contratemps es va anar endarrerint la data. El mes de juny del 2011 el Departament de Territori i Sostenibilitat de la Generalitat de Catalunya va anunciar que aquest tram, encara no construït, estava paralitzat temporalment mentre es buscava finançament, evitant al mètode alemany o peatge a l'ombra utilitzat a la resta de l'obra. La previsió actual és inaugurar-la entre l'any 2029 i 2030, més tard de la posada en marxa del tram comú del túnel.
Article principal: L9 del metro de Barcelona
| Metro de Barcelona              |                    |       |               |                        |
| Procedència/Destinació          | <                  | Línia | >             | Procedència/Destinació |
| Aeroport T1                     | Zona Universitària | obres | Manuel Girona | Can Zam                |
| Pratenc                         | Zona Universitària | obres | Manuel Girona | Gorg                   |
| Font recorregut: PDI 2009-2018. |                    |       |               |                        |